# Entrevue du duc et de la duchesse d'Angoulême, à Chartres, en 1823
L’Entrevue du duc et de la duchesse d'Angoulême, à Chartres, en 1823 est une peinture d'Étienne-Barthélémy Garnier, réalisée en 1824-1826, conservée au musée des Beaux-Arts de Chartres.

## Sujet

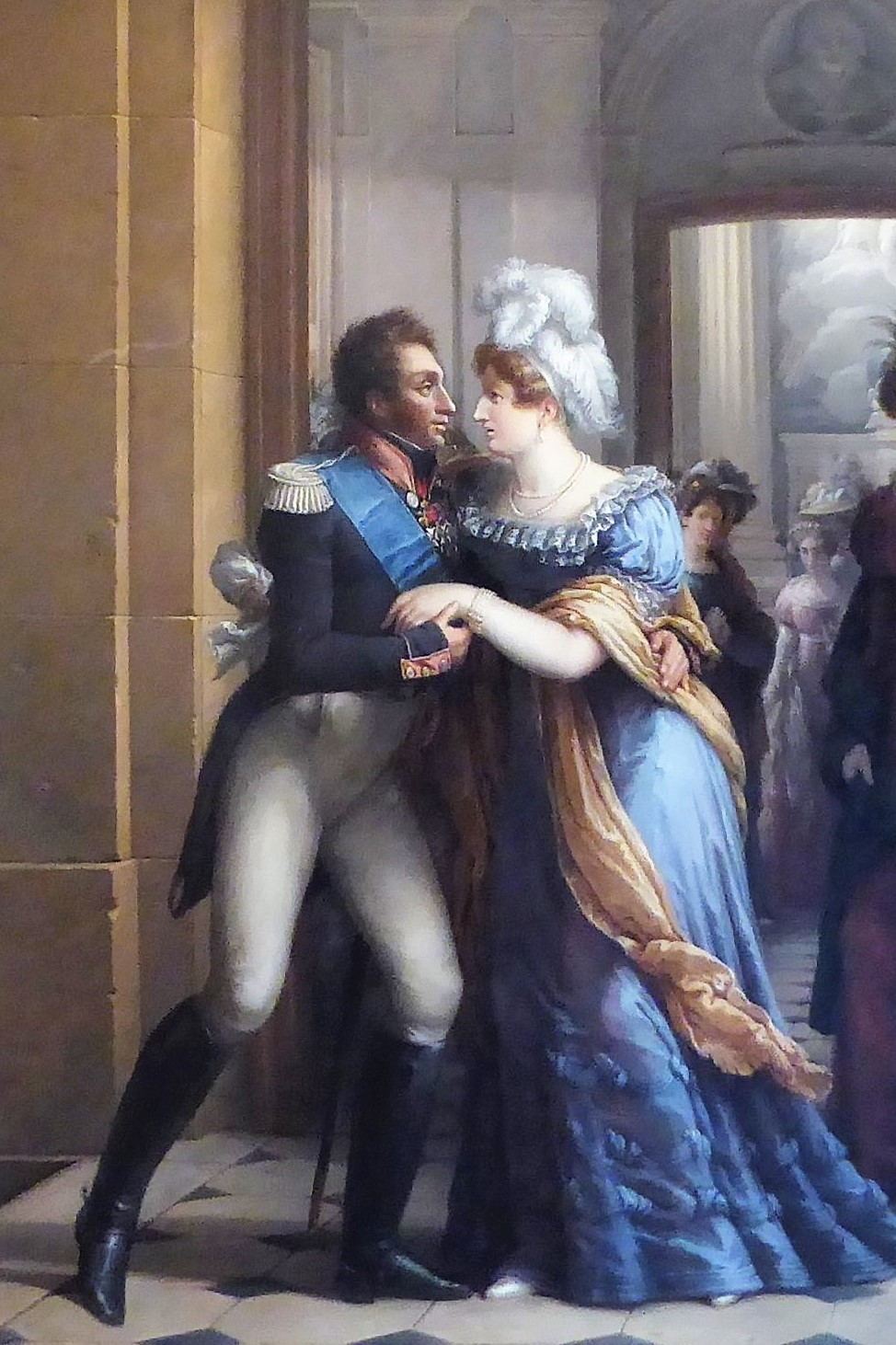
Entrevue du duc et de la duchesse d'Angoulême, détail.

La scène illustre la rencontre entre Louis de France, duc d'Angoulême, et son épouse Marie-Thérèse de France, duchesse d'Angoulême, le 1er décembre 1823, en haut de l'escalier conduisant au 1er étage du palais épiscopal de Chartres, aujourd'hui le musée des Beaux-Arts de Chartres où est conservé l'oeuvre.
Dans l'enfilade, apparaissent la salle à l'italienne et l'autel de la chapelle de l'édifice. Sur le palier, sont déposées des cartes et des armes, des drapeaux avec le nom des lieux où s'est illustré le prince décorent l'arrière-plan de chaque côté du tableau.
La duchesse, venant de Paris, se porte à la rencontre de son époux, de retour d'une expédition en Espagne, où ce dernier a secouru Ferdinand VII afin de rétablir la monarchie absolue dans son royaume. 
Ce tableau est commandé en 1824 à la fois par le ministère de l'Intérieur et la ville de Chartres. Louis XVIII étant mort en septembre de cette année et Charles X lui ayant succédé à cette même période, il n'est pas établi quel est le souverain à l'origine de la commande ; en tout état de causes, le duc d'Angoulême, fils aîné de Charles X et neveu de Louis XVIII, est, suivant l'ordre de succession, l'héritier présomptif du trône et éphémère Louis XIX.
La duchesse d'Angoulême, surnommée « Madame Royale », est la fille de Louis XVI et de Marie-Antoinette d'Autriche, seul enfant royal à survivre à la Révolution française, et cousine germaine de son époux.

## Personnages représentés
Autour des deux époux, sont également représentés de nombreux personnages,.
En partie gauche, le duc est accompagné de gauche à droite par :
- Officier de hussards en poste à Chartres ;
- Monsieur Lechapellier-Delavarenne-Grand-Maison ;
- Étienne François Simonneau, procureur du roi à Chartres, député d'Eure-et-Loir (1824-1827) ;
- Le duc de Guiche, aide de camp du duc d'Angoulême ;
- Le baron Jean Élie de Giresse de Labeyrie, ancien secrétaire du duc d'Angoulême, préfet d'Eure-et-Loir (1823-1830).

À sa droite, la duchesse est entourée de :
- La comtesse de Béarn, dame d'honneur de la princesse ;
- Le duc de Montmorency-Courtalain ;
- Jean-Baptiste de Latil, évêque de Chartres (1817-1824) ;
- Le vicomte Jules de Courtarvel, frère puiné du comte, député d'Eure-et-Loir (1824-1827) ;
- Nicolas-Pierre-Dominique Billard, maire de Chartres (1802-1815, 1819-1830);
- Le duc de Damas, écuyer d'honneur de la princesse :
- Le général baron Bonté, commandant du département (1823-1826) ;
- Le comte Claude-René-César de Courtarvel, ancien député d'Eure-et-Loir, pair de France (1823-1848) ;
- Le comte de Pinieux ;
- L'abbé Tessier, chanoine vicaire général à Chartres ;
- Le comte de Ferrière, lieutenant général.

## Études préparatoires
Il est possible que la première étude, dans laquelle la rencontre des époux a lieu sur le perron du palais, ait été jugée comme trop spontanée et informelle, sans le cérémonial attendu, mieux affirmé dans la réalisation finale.

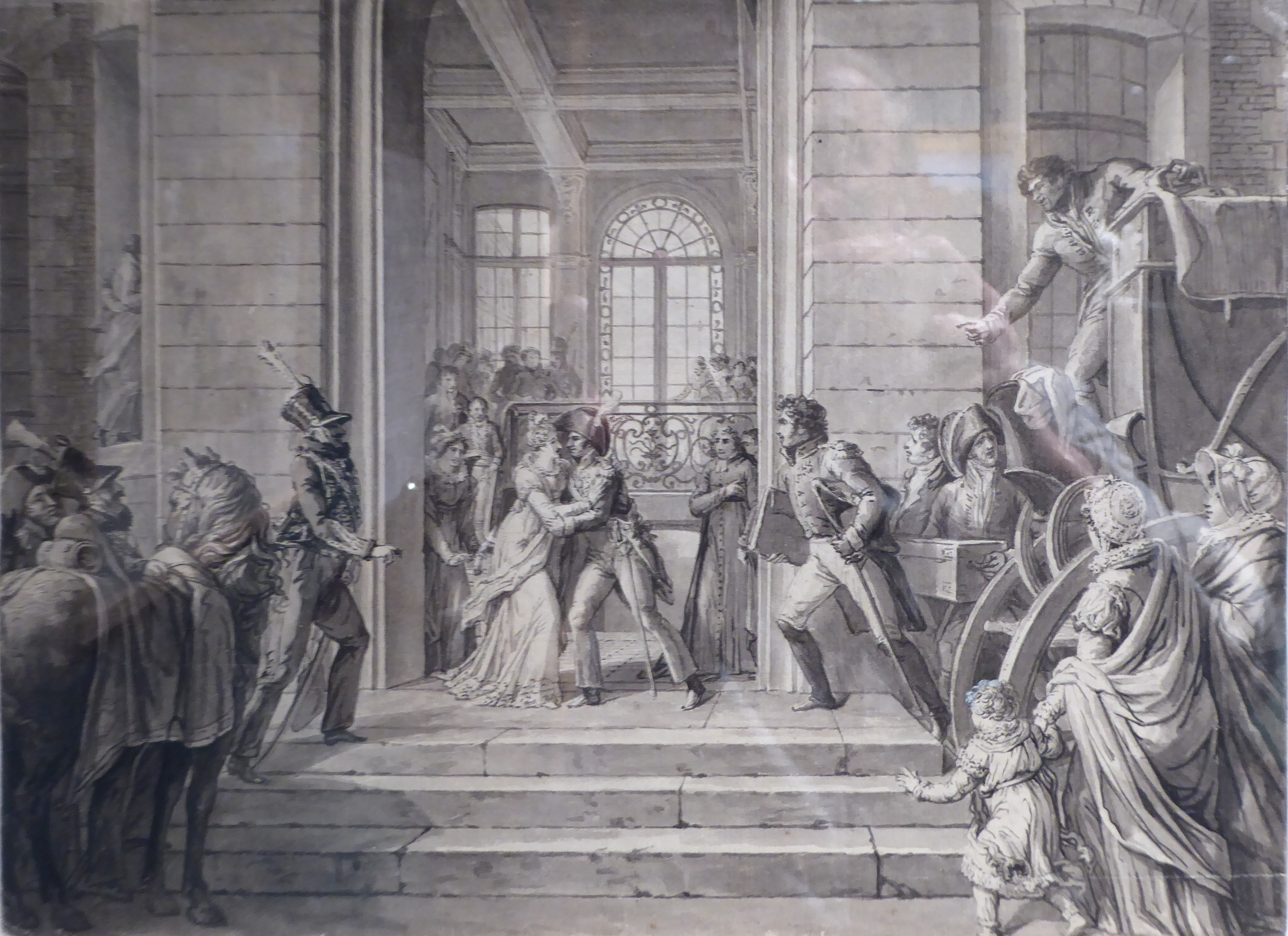
Première étude vers 1824, encre grise sur papier 21 × 31 cm, non retenue.
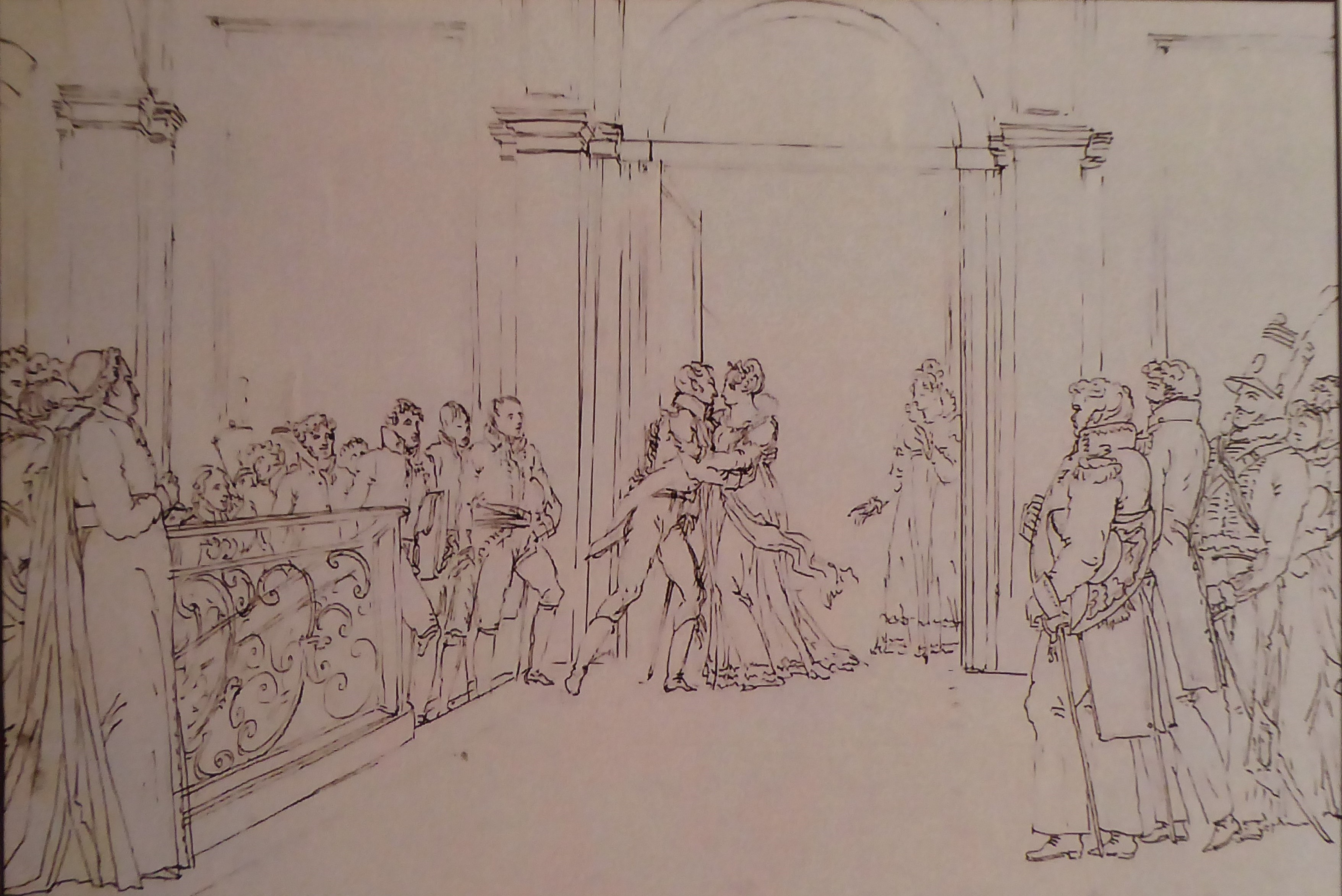
Fac-similé du dessin préparatoire à l'exécution du tableau de Garnier (inv. 93.7.1).

## Expositions
L'oeuvre est exposée au Salon de 1827 (numéro 434 du livret de l'exposition) sous le titre Entrevue de LL. AA. RR. à Chartres, le 1er décembre 1823 avec le commentaire suivant : « S. A. R. le prince généralissime de l'armée d'Espagne, à son glorieux retour, est reçu par son auguste épouse, venue de Paris à sa rencontre. ».
Le tableau est aussi présenté à la chapelle expiatoire de Paris du 24 avril au 17 septembre 2023, lors de l'exposition « Le seul homme de la famille. La duchesse et le duc d'Angoulême ».